# Олд-Бридж (тауншип, Нью-Джерси)
Олд-Бридж (англ. Old Bridge) — тауншип в США в округе Мидлсекс штата Нью-Джерси.
Расположен в регионе долины реки Раритан, в пределах Нью-Йоркской агломерации. По данным переписи населения США 2020 года, тауншип был 21-м по численности населения муниципалитетом штата. По данным переписи 2010 года, тауншип занимал 18-е место в штате по численности населения, будучи 21-м по численности населения муниципалитетом штата в 2000 году. Он находится примерно в 25 милях (40 км) от Нью-Йорка и примерно в 30 милях (48 км) к югу от Ньюарка.

## История
В 1684 году был образован тауншип Саут-Амбой. В то время он занимал территорию, которая сейчас включает тауншипы Монро и Олд-Бридж, боро Сэйревилл и город Саут-Амбой. Тауншип площадью 42 квадратных мили (110 км²) отделился от Саут-Амбоя 2 марта 1869 года и первоначально назывался тауншипом Мадисон. В 1975 году по результатам референдума название было изменено на тауншип Олд-Бридж. Целью референдума было установление единого почтового обозначения и почтового индекса для тауншипа, а также его отличие от боро Мадисон в округе Моррис.